# Auerodendron jamaicense
Auerodendron jamaicense là một loài thực vật thuộc họ Rhamnaceae. Đây là loài đặc hữu của Jamaica.